# Bethlehemskirche (München)

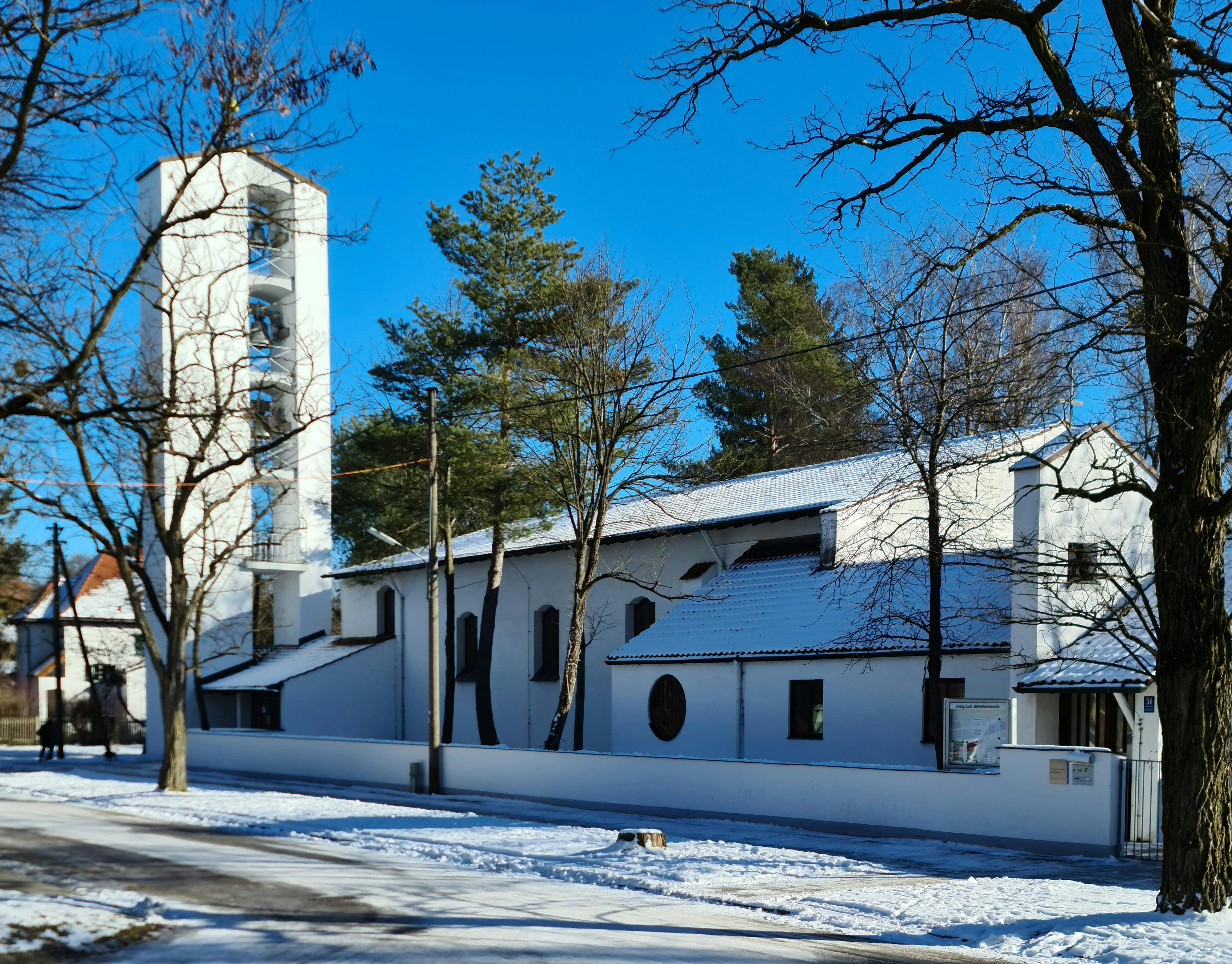
Bethlehemskirche München

Die Bethlehemskirche ist eine evangelische Kirche in der Grünspechtstraße 13 im Untermenzinger Teil des Münchener Stadtviertels Hartmannshofen.

## Beschreibung
Die Kirche wurde 1961 von Gustav Gsaenger erbaut. Sie besitzt einen Glockenturm. Der Vorgängerbau wird als Gemeindesaal genutzt. Als Bethlehemskirche ist sie nach Bethlehem, dem überlieferten Geburtsort Jesu, benannt. 
Die Orgel wurde 1962 von der Firma Steinmeyer erbaut. Sie umfasst 20 Register auf zwei Manualen und Pedal.